# Iniistius celebicus
 Iniistius celebicus és una espècie de peix de la família dels làbrids i de l'ordre dels perciformes.

## Morfologia
Els mascles poden assolir els 16,1 cm de longitud total.

## Distribució geogràfica
Es troba a les Moluques, Samoa, les Illes Marshall i les Illes Hawaii.